# Kharga
Kharga o el-Kharga è la più meridionale oasi egiziana nel deserto libico; la città che sorge nell'oasi è capoluogo del governatorato di Wadi al-Jadid.

## Oasi
Il nome (arabo الخارجة, pronuncia "classica": al-Khārija, pron. colloquiale egiziana: al-Khārga) in arabo significa "l'esterna", in contrapposizione a Dakhla, "l'interna".
Conosciuta nell'antichità come Oasi del sud, el-Kharga occupa una depressione del deserto libico a circa 200 km dalla valle del Nilo, dalla forma allungata, che si estende in direzione nord-sud per circa 160 km ed è larga da 20 a 80 km. La parte centrale anticamente era occupata da un lago. Kharga, un tempo, era conosciuta come una tappa lungo la pista dei 40 giorni che collegava il Nordafrica con la regione subsahariana, e che era la principale via di transito del traffico degli schiavi durante la dominazione araba.
L'oasi, con i suoi 1.500 km², è una delle più grandi del mondo.

## Città

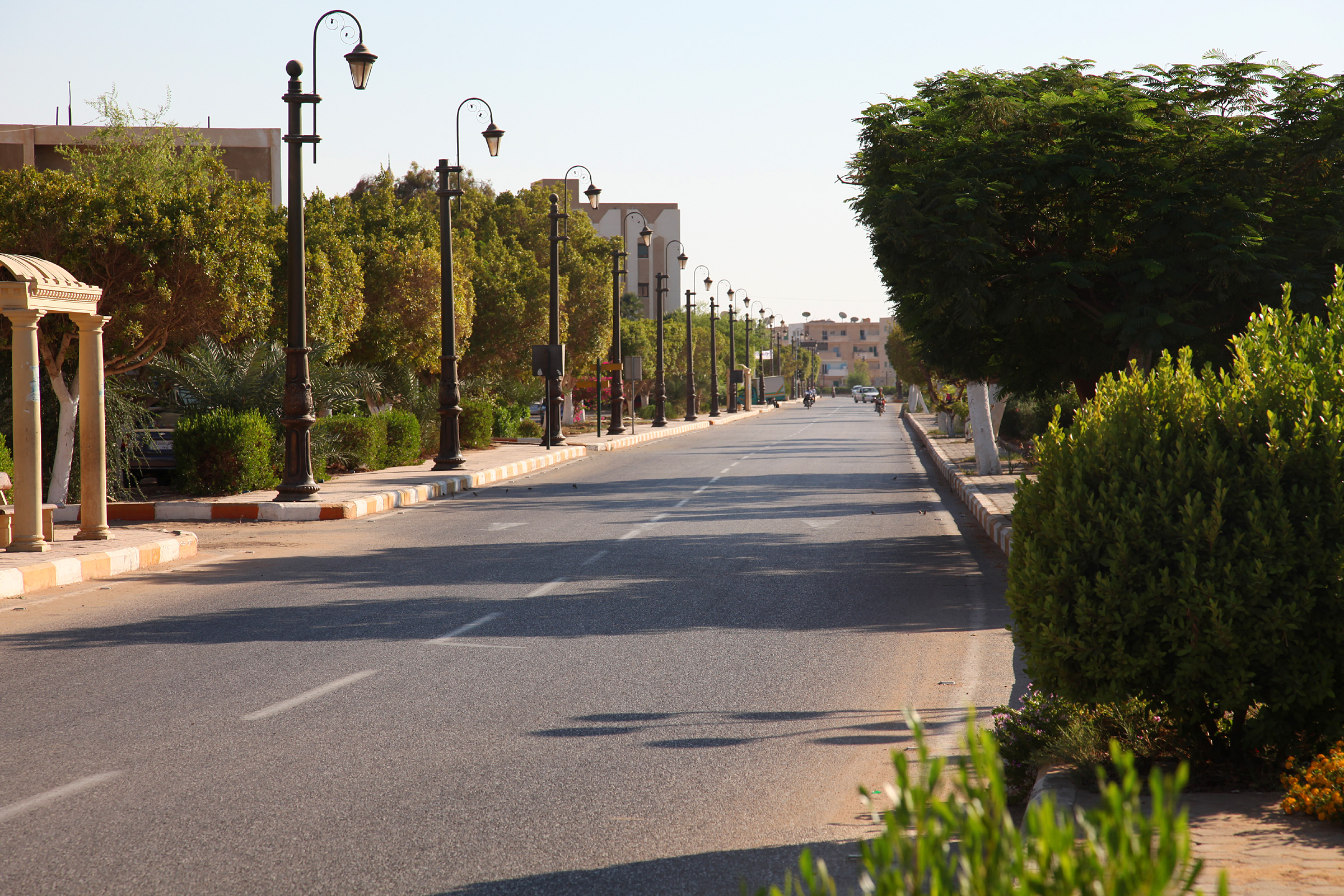
La città di Kharga

Attualmente l'oasi ospita una popolazione di circa 100 000 abitanti, di cui secondo stime 2007 circa 61 000 nella città di Kharga, che costituisce il suo centro più importante, e capoluogo del governatorato di Wadi al-Jadid. Un servizio di autobus la collega alle altre oasi ed al resto dell'Egitto. Dal 1996 è attiva una ferrovia Kharga - Qena (valle del Nilo) - Port Safaga (Mar Rosso).
Le tracce più antiche di presenza umana nell'oasi risalgono al Antico Regno ma i resti di maggior importanza sono di epoca tarda, tolemaica (Hebet) e romana.

## Scoperte archeologiche
Nel 2025, una missione archeologica egiziana ha trovato i resti di una città copta risalente ai primi secoli dell’era cristana, nell’Oasi di Ain al-Kharab.La scoperta, fatta dal Consiglio Supremo delle Antichità (SCA), ha mostrato case, chiese, cimiteri e tanti reperti che raccontano il passaggio dal paganesimo al cristianesimo in una zona poco studiata del paese. Le autorità egiziane dicono che questa scoperta è molto importante per capire la storia religiosa e culturale dell’Egitto, e mostra la ricchezza della civiltà egizia nel corso dei secoli. Il ritrovamento conferma che l’Oasi di Kharga è stata un centro religioso e sociale in molte epoche, e aiuta a capire meglio il periodo di transizione religiosa.
Il sito ha case fatte di mattoni crudi, alcune con pareti coperte da piastrelle, zone con forni, tubi di mattoni e grandi vasi di ceramica usati per conservare il cibo. Sono stati trovati molti oggetti di uso comune, come pezzi di ceramica, vetro, pietra e ostraka. Tra le cose più importanti ci sono i resti di due chiese: la prima, grande, ha una forma basilicale con una navata centrale e due navate ai lati, separate da file di colonne quadrate. mentre la seconda chiesa, più piccola e rettangolare, ha sette colonne intorno e scritte in lingua copta sulle pareti, che la fanno risalire al primo cristianesimo. Entrambe le chiese hanno vicino edifici usati per la vita della comunità. Un murale raffigura Gesù che guarisce un malato, un’immagine importante per capire la religiosità delle prime comunità cristiane della zona. Anche se gli edifici sono copti, il posto fu abitato già nel periodo tolemaico (III secolo a.C.) e in epoca romana, quando la gente praticava il paganesimo. Con il tempo, Ain al-Kharab divenne un centro importante per la vita religiosa e sociale cristiana, segnando il passaggio dal paganesimo al cristianesimo. Alcuni edifici furono usati anche dopo in epoca islamica, mostrando la lunga vita del sito.